# Soldados de Salamina (filme)
Soldados de Salamina é um filme espanhol de 2003, do gênero drama, dirigido e escrito por David Trueba. O roteiro é baseado em livro homônimo de Javier Cercas.

## Elenco
- Ariadna Gil.... Lola
- Ramón Fontserè.... Rafael Sánchez Mazas
- Joan Dalmau.... Miralles
- María Botto.... Conchi
- Diego Luna.... Gastón

## Prêmios
- Melhor fotografia no Prêmio Goya (2004).[2]